# Los Huertos
Los Huertos – gmina w Hiszpanii, w prowincji Segowia, w Kastylii i León, o powierzchni 17,27 km². W 2011 roku gmina liczyła 168 mieszkańców.